# Piece by Piece (canção)
"Piece by Piece" é uma canção da cantora norte-americana Kelly Clarkson, gravada para o seu sétimo álbum de estúdio com o mesmo nome. Foi escrita e produzida pela própria intérprete com auxílio de Greg Kurstin, sendo que o último também esteve a cargo da produção.

## Antecedentes e lançamento
Logo após o lançamento do seu primeiro disco de músicas de natal, Wrapped in Red, em 2013, a cantora afirmou que começou a trabalhar em novo material para o seu próximo álbum de originais com edição prevista para 2014. Numa conferência de imprensa no Vietname, Clarkson confirmou que tinha decidido adiar o início da divulgação para o início de 2015, devido ao relançamento de Wrapped in Red em 2014. Em janeiro de 2015, a artista recorreu à sua conta oficial no Twitter para revelar algumas pistas sobre o novo material, escrevendo o seguinte: "Proof of life & Dr. Dre #TheNextEpisode" (sic). "Piece by Piece" foi lançada primariamente como single promocional, pela RCA Records, a 24 de fevereiro de 2015. Posteriormente, a editora pediu uma versão remisturada da faixa, cujo envio para as rádios norte-americanas de hot adult contemporary ocorreu a 9 de novembro de 2015 e foi disponibilizado digitalmente dez dias depois, servindo como terceiro single do disco.

## Faixas e formatos
| Descarga digital |                                |         |  |
| N.º              | Título                         | Duração |  |
| 1.               | "Piece by Piece" (Radio Remix) | 3:24    |  |

## Desempenho nas tabelas musicais

### Posições
| Tabela musical (2015-2016)                 | Melhor posição |
| ------------------------------------------ | -------------- |
| Austrália - ARIA Singles Chart             | 24             |
| Escócia - Scottish Singles Chart           | 23             |
| Estados Unidos - Billboard Hot 100         | 8              |
| Estados Unidos - Billboard Adult Pop Songs | 32             |
| Reino Unido - UK Singles Chart             | 95             |

## Histórico de lançamento
| País           | Data                   | Formato                       | Editora discográfica |
| -------------- | ---------------------- | ----------------------------- | -------------------- |
| Estados Unidos | 9 de novembro de 2015  | Rádios hot adult contemporary | RCA                  |
| Mundo          | 19 de novembro de 2015 | Descarga digital – Radio Mix  | Sony Music           |